# Lijst van rijksmonumenten in Workum
De plaats Workum telt 86 inschrijvingen in het rijksmonumentenregister. Hieronder een overzicht. 
Voor een overzicht van alle beschikbare afbeeldingen zie de categorie Rijksmonumenten in Workum op Wikimedia Commons.
| Object | Oorspronkelijke functie?  | Bouwjaar                                                                                    | Architect                                                              | Locatie                      | Coördinaten?                  | Nr.?   | Afbeelding                                                                       |
| --- | ------------------------- | ------------------------------------------------------------------------------------------- | ---------------------------------------------------------------------- | ---------------------------- | ----------------------------- | ------ | -------------------------------------------------------------------------------- |
| Grote of Sint-Gertrudiskerk, koororgel                                                                                       | Kerk en kerkonderdeel     | 1784                                                                                        | J.P. Künkel                                                            | Merk 5                       | 52° 58' 44" NB, 5° 26' 36" OL | 22323  | Grote of Sint-Gertrudiskerk, koororgel                                           |
| Grotendeels houten boerderij met schuur, beide onder breed zadeldak                                                          | Boerderij                 |                                                                                             |                                                                        | Algeraburren 1               | 52° 58' 58" NB, 5° 27' 9" OL  | 39440  | Meer afbeeldingen                                                                |
| Woonhuis onder zadeldak tegen klokgevel door dwarsbouw verbonden met nr. 1                                                   | Woonhuis                  | tweede helft 18e eeuw                                                                       |                                                                        | Algeraburren 3               | 52° 58' 57" NB, 5° 27' 9" OL  | 39441  | Meer afbeeldingen                                                                |
| Hoekpand onder zadeldak met voor klokgevel en achter topgevel                                                                | Woonhuis                  | 19e eeuw                                                                                    |                                                                        | Dwarsnoard 3                 | 52° 59' 2" NB, 5° 26' 57" OL  | 39442  | Meer afbeeldingen                                                                |
| Woonhuis zonder verdieping onder hoog schilddak met hoekschoorstenen met bord                                                | Woonhuis                  |                                                                                             |                                                                        | Dwarsnoard 43                | 52° 58' 59" NB, 5° 27' 1" OL  | 39443  | Meer afbeeldingen                                                                |
| Eenvoudig pand onder voor afgeschuind zadeldak met topschoorsteen                                                            | Woonhuis                  |                                                                                             |                                                                        | Dwarsnoard 51                | 52° 58' 59" NB, 5° 27' 2" OL  | 39444  | Meer afbeeldingen                                                                |
| Woonhuis onder zadeldak tegen klokgevel met geornamenteerde lijsten langs de gezwenkte bekroning                             | Woonhuis                  | 1786                                                                                        |                                                                        | Dwarsnoard 53                | 52° 58' 59" NB, 5° 27' 3" OL  | 39445  | Meer afbeeldingen                                                                |
| Vier traveeën breed pand met verdieping onder schilddak met hoekschoorstenen                                                 | Woonhuis                  | late 18e eeuw (lijstgevel)                                                                  |                                                                        | Dwarsnoard 69                | 52° 58' 58" NB, 5° 27' 5" OL  | 39446  | Meer afbeeldingen                                                                |
| Woonhuis onder zadeldak tegen trapgevel met sierankers                                                                       | Woonhuis                  |                                                                                             |                                                                        | Dwarsnoard 73                | 52° 58' 58" NB, 5° 27' 6" OL  | 39447  | Meer afbeeldingen                                                                |
| Voorm. herberg De Zwaan | Woonhuis                  | 1744                                                                                        |                                                                        | Dwarsnoard 75                | 52° 58' 58" NB, 5° 27' 6" OL  | 39448  | Meer afbeeldingen                                                                |
| Woonhuis onder zadeldak tegen Zuidwest-Friese topgevel doorsneden door twee 'gevlochte' friezen                              | Woonhuis                  | 17e eeuw                                                                                    |                                                                        | Dwarsnoard 44                | 52° 58' 58" NB, 5° 27' 0" OL  | 39449  | Meer afbeeldingen                                                                |
| Woonhuis onder zadeldak tegen klokgevel met geornamenteerde daklijst                                                         | Woonhuis                  | 1762                                                                                        |                                                                        | Dwarsnoard 46                | 52° 58' 58" NB, 5° 27' 0" OL  | 39450  | Meer afbeeldingen                                                                |
| Pand onder zadeldak tegen bakstenen trapgevel met fries van baksteenvlechtwerk                                               | Woonhuis                  | 17e eeuw                                                                                    |                                                                        | Dwarsnoard 72                | 52° 58' 57" NB, 5° 27' 5" OL  | 39451  | Meer afbeeldingen                                                                |
| De Nijlânnermolen | Industrie- en poldermolen | 1770 (gerestaureerd in 1950, 1956 en 1987)                                                  |                                                                        | Hylperdyk 3                  | 52° 58' 2" NB, 5° 25' 37" OL  | 39452  | Meer afbeeldingen                                                                |
| Vuurtoren van Workum | Kust- en oevermarkering   | 17e of 18e eeuw                                                                             |                                                                        | Hylperdyk 4                  | 52° 57' 37" NB, 5° 24' 44" OL | 39453  | Meer afbeeldingen                                                                |
| Eenvoudig gebouwtje aan de voormalige haveningang                                                                            | Opslag                    | hooguit 19e-eeuws                                                                           |                                                                        | aan de Kaeidyk bij Séburch 9 | 52° 58' 20" NB, 5° 25' 57" OL | 39454  | Eenvoudig gebouwtje aan de voormalige haveningang                                |
| Grote boerderij van het kop-hals-romptype met onderkelderd woongedeelte                                                      | Boerderij                 |                                                                                             |                                                                        | Lange Leane 14               | 52° 57' 17" NB, 5° 25' 49" OL | 39455  | Meer afbeeldingen                                                                |
| Stadhuis | Bestuursgebouw en onderdl | 15e eeuw (kern) 1620 (aanbouw) 1725-1727 (verbouwing) 1953 (restauratie)                    | S. Galtema (verb. 1725-1727)                                           | Merk 1                       | 52° 58' 46" NB, 5° 26' 38" OL | 39456  | Meer afbeeldingen                                                                |
| Voorm. Hotel De Wijnberg | Woonhuis                  |                                                                                             |                                                                        | Merk 3                       | 52° 58' 45" NB, 5° 26' 37" OL | 39457  | Meer afbeeldingen                                                                |
| Grote of Sint-Gertrudiskerk                                                                                                  | Kerk en kerkonderdeel     | 1480 (koor) eind 15de eeuw (transept) verbouwd in 1523-1524 en 1615 1939-1951 (restauratie) | J. de Meijer (rest.)                                                   | Merk 5                       | 52° 58' 44" NB, 5° 26' 34" OL | 39458  | Meer afbeeldingen                                                                |
| Pand met verdieping onder zadeldak met voorschild en topschoorsteen met bord                                                 | Woonhuis                  |                                                                                             |                                                                        | Merk 21                      | 52° 58' 46" NB, 5° 26' 34" OL | 39459  | Meer afbeeldingen                                                                |
| Pand met verdieping onder zadeldak met voorschild en schoorsteen                                                             | Woonhuis                  |                                                                                             |                                                                        | Merk 23                      | 52° 58' 47" NB, 5° 26' 35" OL | 39460  | Meer afbeeldingen                                                                |
| De Waag | Handel en kantoor         | 1650                                                                                        |                                                                        | Merk 4                       | 52° 58' 46" NB, 5° 26' 35" OL | 39461  | Meer afbeeldingen                                                                |
| Pandje onder zadeldak tegen ingezwenkte halsgevel                                                                            | Woonhuis                  | 1780 (oorspr.) 1952 (herbouwd)                                                              |                                                                        | Merk 18                      | 52° 58' 46" NB, 5° 26' 33" OL | 39462  | Meer afbeeldingen                                                                |
| Pand met verdieping onder zadeldak met voorschild en schoorsteen met bord                                                    | Woonhuis                  |                                                                                             |                                                                        | Merk 20                      | 52° 58' 46" NB, 5° 26' 34" OL | 39463  | Meer afbeeldingen                                                                |
| Hoekpand onder hoog schilddak met drie schoorstenen waarop borden                                                            | Woonhuis                  | eerste kwart 19e eeuw                                                                       |                                                                        | Merk 26                      | 52° 58' 47" NB, 5° 26' 37" OL | 39464  | Meer afbeeldingen                                                                |
| Pand met verdieping onder voor afgeschuind zadeldak met topschoorsteen met bord en versierde dakkapel                        | Handel en kantoor         | eerste helft 18e eeuw (mog.)                                                                |                                                                        | Merk 28                      | 52° 58' 46" NB, 5° 26' 38" OL | 39465  | Meer afbeeldingen                                                                |
| Grote of Sint-Gertrudiskerk, toren                                                                                           | Kerk en kerkonderdeel     | eind 15e eeuw 1524 (verhoging) 1613 (bekroning) gerestaureerd in 1939-1951, 1975 en 1999    | J. de Meijer (rest. 1939-1951) G.M. van Manen en J. Zwart (rest. 1975) | Merk 5                       | 52° 58' 45" NB, 5° 26' 33" OL | 39466  | Meer afbeeldingen                                                                |
| Pand met verdieping onder voor afgeschuind zadeldak met topschoorsteen met bord                                              | Woonhuis                  | tweede helft 19e eeuw                                                                       |                                                                        | Noard 1                      | 52° 58' 48" NB, 5° 26' 35" OL | 39467  | Meer afbeeldingen                                                                |
| Woonhuis met verdieping onder voor afgeschuind zadeldak met topschoorsteen en dakkapel met fronton                           | Woonhuis                  | rond 1870                                                                                   |                                                                        | Noard 3                      | 52° 58' 48" NB, 5° 26' 35" OL | 39468  | Meer afbeeldingen                                                                |
| Pand met verdieping en vliering onder zadeldak tegen rijk en ondogmatisch versierde trapgevel                                | Woonhuis                  | 1663 1985 (restauratie)                                                                     |                                                                        | Noard 5                      | 52° 58' 48" NB, 5° 26' 35" OL | 39469  | Meer afbeeldingen                                                                |
| Pand met verdieping onder zadeldak met voorschild en schoorsteen                                                             | Woonhuis                  | eind 18e of 19e eeuw (pui)                                                                  |                                                                        | Noard 9                      | 52° 58' 48" NB, 5° 26' 36" OL | 39470  | Meer afbeeldingen                                                                |
| Woonhuis met zolderverdieping onder zadeldak tegen trapgevel met toppilaster                                                 | Woonhuis                  |                                                                                             |                                                                        | Noard 13                     | 52° 58' 48" NB, 5° 26' 37" OL | 39471  | Meer afbeeldingen                                                                |
| Pandje met twee gepleisterde klokvormige topgevels                                                                           | Woonhuis                  | 1773 (nr. 21)                                                                               |                                                                        | Noard 19-21                  | 52° 58' 49" NB, 5° 26' 37" OL | 39472  | Meer afbeeldingen                                                                |
| Woonhuis met verdieping, zolderverdieping onder zadeldak tegen trapgevel                                                     | Woonhuis                  | 1624                                                                                        |                                                                        | Noard 51                     | 52° 58' 52" NB, 5° 26' 40" OL | 39473  | Meer afbeeldingen                                                                |
| Deftig woonhuis met verdieping en met forse kroonlijst                                                                       | Woonhuis                  | rond 1870                                                                                   |                                                                        | Noard 93                     | 52° 58' 55" NB, 5° 26' 45" OL | 39474  | Meer afbeeldingen                                                                |
| Woonhuis met zolderverdieping onder zadeldak tegen trapgevel met natuurstenen lijsten                                        | Woonhuis                  | 17e eeuw                                                                                    |                                                                        | Noard 109                    | 52° 58' 56" NB, 5° 26' 47" OL | 39476  | Meer afbeeldingen                                                                |
| Pandje onder zadeldak met klokgevel door fronton bekroond                                                                    | Woonhuis                  |                                                                                             |                                                                        | Noard 155                    | 52° 59' 0" NB, 5° 26' 52" OL  | 39477  | Meer afbeeldingen                                                                |
| Groot pand zonder verdieping onder schilddak met hoekschoorsteen                                                             | Woonhuis                  | rond 1870                                                                                   |                                                                        | Noard 165                    | 52° 59' 1" NB, 5° 26' 53" OL  | 39478  | Meer afbeeldingen                                                                |
| Sint Werenfriduskerk | Kerk en kerkonderdeel     | 1876-1877                                                                                   | A. Tepe                                                                | Noard 175                    | 52° 59' 2" NB, 5° 26' 54" OL  | 39479  | Meer afbeeldingen                                                                |
| Pand met zolderverdieping tegen trapgevel met toppilaster                                                                    | Woonhuis                  | 17e eeuw                                                                                    |                                                                        | Noard 42                     | 52° 58' 50" NB, 5° 26' 40" OL | 39480  | Meer afbeeldingen                                                                |
| Voorm. Stadsburgerweeshuis                                                                                                   | Sociale zorg, liefdadigh. | 1655 (stichting) 1868 (huidige vorm)                                                        |                                                                        | Noard 44                     | 52° 58' 50" NB, 5° 26' 41" OL | 39481  | Meer afbeeldingen                                                                |
| Smal pandje onder zadeldak tegen puntgevel                                                                                   | Woonhuis                  |                                                                                             |                                                                        | Noard 70                     | 52° 58' 52" NB, 5° 26' 43" OL | 39482  | Meer afbeeldingen                                                                |
| Pandje onder zadeldak tegen trapgevel                                                                                        | Woonhuis                  |                                                                                             |                                                                        | Noard 74                     | 52° 58' 52" NB, 5° 26' 44" OL | 39483  | Meer afbeeldingen                                                                |
| Breed woonhuis zonder verdieping onder schilddak met hoekschoorstenen                                                        | Woonhuis                  |                                                                                             |                                                                        | Noard 78                     | 52° 58' 53" NB, 5° 26' 44" OL | 39484  | Meer afbeeldingen                                                                |
| Linkerhelft van woonhuis onder schilddak en hoekschoorstenen                                                                 | Woonhuis                  |                                                                                             |                                                                        | Noard 80                     | 52° 58' 53" NB, 5° 26' 45" OL | 39485  | Meer afbeeldingen                                                                |
| Doopsgezinde vermaning, een schuurkerk                                                                                       | Kerk en kerkonderdeel     | 1695 1880 (aanbouw) 1956-1957 (restauratie)                                                 |                                                                        | Noard 100                    | 52° 58' 54" NB, 5° 26' 47" OL | 39486  | Meer afbeeldingen                                                                |
| Woning onder zadeldak tegen klokgevel met aanzetkrullen en bekroond door fronton                                             | Woonhuis                  |                                                                                             |                                                                        | Noard 102                    | 52° 58' 54" NB, 5° 26' 47" OL | 39487  | Woning onder zadeldak tegen klokgevel met aanzetkrullen en bekroond door fronton |
| Woonhuis met zolderverdieping onder zadeldak tegen klokgevel met geornamenteerde deklijst en aanzetkrullen                   | Woonhuis                  | 1737                                                                                        |                                                                        | Noard 118                    | 52° 58' 56" NB, 5° 26' 49" OL | 39488  | Meer afbeeldingen                                                                |
| Pand onder zadeldak tegen gepleisterde trapgevel                                                                             | Woonhuis                  |                                                                                             |                                                                        | Noard 174                    | 52° 58' 58" NB, 5° 26' 52" OL | 39489  | Meer afbeeldingen                                                                |
| Pand zonder verdieping onder hoog schilddak met hoekschoorstenen met borden                                                  | Woonhuis                  | tweede helft 18e eeuw                                                                       |                                                                        | Noard 180                    | 52° 58' 59" NB, 5° 26' 54" OL | 39490  | Meer afbeeldingen                                                                |
| Pandje onder klokgevel bekroond door fronton                                                                                 | Woonhuis                  | eind 18e of 19e eeuw                                                                        |                                                                        | Noard 188                    | 52° 58' 60" NB, 5° 26' 55" OL | 39491  | Meer afbeeldingen                                                                |
| Blokvormig pand met verdieping onder laag tentdak                                                                            | Woonhuis                  |                                                                                             |                                                                        | Séburch 9                    | 52° 58' 21" NB, 5° 26' 2" OL  | 39493  | Meer afbeeldingen                                                                |
| Twee tot een woning verenigde voormalige vissershuisjes                                                                      | Woonhuis                  | 18e eeuw (mog.)                                                                             |                                                                        | Séburch 14                   | 52° 58' 22" NB, 5° 26' 1" OL  | 39494  | Meer afbeeldingen                                                                |
| Vier diaconiewoningen onder doorgaand zadeldak                                                                               | Sociale zorg, liefdadigh. | 18e eeuw (mog.)                                                                             |                                                                        | Skil 8-11                    | 52° 58' 43" NB, 5° 26' 35" OL | 39495  | Meer afbeeldingen                                                                |
| Woning onder zadeldak tegen trapgevel met toppilaster                                                                        | Woonhuis                  |                                                                                             |                                                                        | Súd 5                        | 52° 58' 43" NB, 5° 26' 32" OL | 39496  | Meer afbeeldingen                                                                |
| Pand zonder verdieping onder een dak met nr. 15                                                                              | Woonhuis                  | rond 1820                                                                                   |                                                                        | Súd 13                       | 52° 58' 43" NB, 5° 26' 31" OL | 39497  | Meer afbeeldingen                                                                |
| Pand zonder verdieping onder een dak met nr. 13                                                                              | Woonhuis                  | rond 1820                                                                                   |                                                                        | Súd 15                       | 52° 58' 42" NB, 5° 26' 31" OL | 39498  | Meer afbeeldingen                                                                |
| Woonhuis met zolderverdieping onder zadeldak tegen klokgevel met versierde deklijst                                          | Woonhuis                  | 1765                                                                                        |                                                                        | Súd 33                       | 52° 58' 40" NB, 5° 26' 29" OL | 39499  | Meer afbeeldingen                                                                |
| Breed woonhuis onder verdieping onder hoog schilddak met hoekschoorstenen met                                                | Woonhuis                  |                                                                                             |                                                                        | Súd 45                       | 52° 58' 39" NB, 5° 26' 27" OL | 39500  | Meer afbeeldingen                                                                |
| Woning onder zadeldak tegen klokgevel                                                                                        | Woonhuis                  | eind 19e eeuw (venster en lijst)                                                            |                                                                        | Súd 67                       | 52° 58' 37" NB, 5° 26' 25" OL | 39501  | Meer afbeeldingen                                                                |
| Pand onder zadeldak tegen trapgevel                                                                                          | Woonhuis                  |                                                                                             |                                                                        | Súd 79                       | 52° 58' 37" NB, 5° 26' 25" OL | 39502  | Meer afbeeldingen                                                                |
| Woning onder zadeldak tegen klokgevel met geornamenteerde deklijst en alliantiewapen                                         | Woonhuis                  | 1731 ca. 1860 (ingangsomlijsting) late 19e eeuw (topvenster)                                |                                                                        | Súd 111                      | 52° 58' 35" NB, 5° 26' 22" OL | 39503  | Meer afbeeldingen                                                                |
| Pand met zolderverdieping onder zadeldak tegen klokgevel met gebeeldhouwde aanzetkrullen, lijsten en bekroning               | Woonhuis                  | 1751                                                                                        |                                                                        | Súd 145                      | 52° 58' 32" NB, 5° 26' 16" OL | 39504  | Meer afbeeldingen                                                                |
| Pand onder zadeldak tegen trapgevel                                                                                          | Woonhuis                  |                                                                                             |                                                                        | Súd 14                       | 52° 58' 43" NB, 5° 26' 30" OL | 39505  | Meer afbeeldingen                                                                |
| Woonhuis met zolderverdieping onder zadeldak tegen trapgevel                                                                 | Woonhuis                  |                                                                                             |                                                                        | Súd 54                       | 52° 58' 40" NB, 5° 26' 26" OL | 39506  | Meer afbeeldingen                                                                |
| Woonhuis met omlijste ingang en kroonlijst met consoles onder voor afgeschuind zadeldak                                      | Woonhuis                  |                                                                                             |                                                                        | Súd 78                       | 52° 58' 38" NB, 5° 26' 23" OL | 39507  | Meer afbeeldingen                                                                |
| Woonhuis met omlijste ingang en gootlijst met vier gebeeldhouwde consoles onder voor afgeschuind zadeldak met grote dakkapel | Woonhuis                  | tweede helft 18e eeuw                                                                       |                                                                        | Súd 86                       | 52° 58' 38" NB, 5° 26' 23" OL | 39508  | Meer afbeeldingen                                                                |
| Pand met zolderverdieping onder zadeldak tegen trapgevel met toppilaster op kopje                                            | Woonhuis                  | 1769                                                                                        |                                                                        | Súd 88                       | 52° 58' 37" NB, 5° 26' 23" OL | 39509  | Meer afbeeldingen                                                                |
| Pandje met zolderverdieping onder zadeldak tegen trapgevel met toppilaster                                                   | Woonhuis                  |                                                                                             |                                                                        | Súd 106                      | 52° 58' 36" NB, 5° 26' 21" OL | 39510  | Meer afbeeldingen                                                                |
| Pand onder zadeldak tegen klokgevel met aanzetkrullen, jaartalstenen en gebeeldhouwde bekroning                              | Woonhuis                  | 1765                                                                                        |                                                                        | Súd 114                      | 52° 58' 36" NB, 5° 26' 21" OL | 39511  | Meer afbeeldingen                                                                |
| Vijf traveeën breed pand onder schilddak                                                                                     | Woonhuis                  |                                                                                             |                                                                        | Súd 140                      | 52° 58' 32" NB, 5° 26' 16" OL | 39512  | Meer afbeeldingen                                                                |
| Pand met verdieping onder voor afgeschuind zadeldak met topschoorsteen met bord                                              | Woonhuis                  | rond 1820                                                                                   |                                                                        | Súd 144                      | 52° 58' 32" NB, 5° 26' 16" OL | 39513  | Meer afbeeldingen                                                                |
| Eenvoudig dubbel woonhuis onder schilddak met twee hoekschoorstenen                                                          | Woonhuis                  |                                                                                             |                                                                        | Sylspaed 3                   | 52° 58' 29" NB, 5° 26' 12" OL | 39514  | Meer afbeeldingen                                                                |
| Gebouw zonder verdieping onder schilddak met twee hoekschoorstenen met borden (voormalig kantoor palingvaart)                | Woonhuis                  |                                                                                             |                                                                        | Trekwei 8                    | 52° 59' 5" NB, 5° 27' 19" OL  | 39516  | Meer afbeeldingen                                                                |
| Ybema's Molen | Industrie- en poldermolen | 1899 2002 (restauratie)                                                                     |                                                                        | aan de Brouwersdyk           | 52° 59' 12" NB, 5° 26' 38" OL | 39517  | Meer afbeeldingen                                                                |
| Drie traveeën breed verdiepingloos woonhuisje op rechthoekige plattegrond in rode en gele baksteen                           | Woonhuis                  | 17e of 18e eeuw (in aanleg) 19e eeuw (voorgevel)                                            |                                                                        | Noard 94                     | 52° 58' 54" NB, 5° 26' 46" OL | 339883 | Meer afbeeldingen                                                                |
| Woning onder zadeldak met voor een trapgevel en achter een topgevel                                                          | Bedrijfs-,fabriekswoning  | 1762                                                                                        |                                                                        | Dwarsnoard 49                | 52° 58' 59" NB, 5° 27' 2" OL  | 371639 | Meer afbeeldingen                                                                |
| Scheepstimmerwerf "De Hoop"                                                                                                  | Waterweg, werf en haven   | rond 1750 (verm.) 1810 (verbouwing) 1835 (verbouwing) 1976-1977 (restauratie)               |                                                                        | Séburch 5                    | 52° 58' 22" NB, 5° 26' 3" OL  | 387988 | Meer afbeeldingen                                                                |
| Grote of Sint-Gertrudiskerk, sacristie/voormalige Latijnse school                                                            | Vanwege onderdelen kerk   | 16e eeuw 1946-1951 (restauratie)                                                            | J. de Meijer (rest.)                                                   | Merk 5                       | 52° 58' 44" NB, 5° 26' 36" OL | 408808 | Meer afbeeldingen                                                                |
| Kleine joodse begraafplaats                                                                                                  | Begraafplaats en -onderdl | rond 1665 1930-1939 (ommuring)                                                              |                                                                        | bij Aldedyk 1-3              | 52° 58' 20" NB, 5° 26' 7" OL  | 512599 | Meer afbeeldingen                                                                |
| Pastorie van de Sint-Werenfriduskerk (zie ook:Sint-Werenfriduskerk)                                                          | Kerkelijke dienstwoning   | 1876-1877                                                                                   | A. Tepe                                                                | Noard 173                    | 52° 59' 2" NB, 5° 26' 54" OL  | 513624 | Meer afbeeldingen                                                                |
| Sint Werenfriduskerk, rooms-katholieke begraafplaats                                                                         | Begraafplaats en -onderdl | 1883                                                                                        |                                                                        | bij Noard 175                | 52° 59' 6" NB, 5° 26' 49" OL  | 513625 | Meer afbeeldingen                                                                |
| Verkeersbrug Brouwersdyk | Brug                      | 1924                                                                                        | J. Wiersma                                                             | bij Brouwersdyk 18           | 52° 59' 12" NB, 5° 26' 35" OL | 513629 | Verkeersbrug Brouwersdyk                                                         |
| Friese stelpboerderij in sobere baksteenarchitectuur                                                                         | Boerderij                 | 1853                                                                                        |                                                                        | Trekwei 7                    | 52° 59' 2" NB, 5° 27' 8" OL   | 526876 | Meer afbeeldingen                                                                |